# Lori de Biak
El lori de Biak (Trichoglossus rosenbergii) és una espècie d'ocell de la família dels psitàcids endèmic de la selva humida de Biak. Considerat tradicionalment una subespècie de Trichoglossus haematodus.